# 徵州
徵州，五代十国时设置的州。
约在前蜀武成元年（908年），前蜀分果州流溪县之地为徵州，隶属于昭武軍節度使，治所在四川省南充市西南八十五里。后唐长兴元年（930年）十月，董璋率领东川兵攻陷徵州、合州、巴州、蓬州、果州五州。之后不久废除徵州，地入果州。